# Psamathea brittanica
Psamathea brittanica is een eenoogkreeftjessoort uit de familie van de Leptastacidae. De wetenschappelijke naam van de soort is voor het eerst geldig gepubliceerd in 1996 door Huys, Bodiou & Bodin.